# 後部座席の運転手
後部座席の運転手（こうぶざせきのうんてんしゅ、英: Back-seat driver）とは、乗り物に同乗している乗客で、実際に運転をしていないにもかかわらず、過度に運転手の行動や判断について意見を述べ、車両をコントロールしようと試みる者のことである。後部座席の運転手は、運転手の技術に不安を感じていたり、自分が運転していないために制御不能感を覚えていたり、また運転中の運転手を指導したいと考えていたりする。多くの場合、車両の速度についてコメントしたり、別のルートを提案したりする。
一部の後部座席の運転手は、単に運転手が自分なら通常取らないようなリスクを冒していると感じるためにこのような行動を取るが、他の者は運転手の運転記録が悪いなど、別の理由で神経質になっている場合もある。2018年初頭に実施された2,000人のイギリス人ドライバーを対象とした調査では、70%のドライバーが後部座席の運転手を迷惑な習慣だと感じており、配偶者が最も干渉する可能性が高いことが判明した。後部座席の運転手をしていると認めたのはドライバーの21%に過ぎなかったが、半数が干渉的なコメントで口論になったことがあると答え、5%が後部座席の運転手との口論中に誤って赤信号を無視したことがあると認めた。
この用語の使用は文字通りの意味を超えて比喩的にも用いられる。「後部座席の運転手」は、誰かが何かをしている状況で、頼まれもしないのに助言、指示、または助けを提供する人のことを指す。

## 文脈における例
この用語は、人ではなくデバイスに対しても使用されている。例えば、車に設置され電子的手段で運転を観察し、運転手や第三者に情報を提供するデバイスなどが後部座席の運転手と呼ばれることがある。
メイン州運輸局は、「あなたは良い後部座席の運転手ですか？」というウェブポスターで「正しいか間違いか：後部座席の運転手であることは、安全のアドバイスをしている限り、運転手にうるさくしたり気を散らせたりしても問題ないということだ」と問いかけている。スポケーン・ローマカトリック教区が発行する「インランド・レジスター」は、説教の中でこの用語を使用している。「『後部座席の運転手』という我々の言葉さえも、この新たに見出された自由を反映している。運転手の地位に昇格した我々のうち、特に後部座席にいて手の届かない場所にいる乗客が、自分たちより上手に運転できると思っているような乗客を楽しむ者がいるだろうか？」
「サンバーナーディーノ・カウンティ・サン」紙の「後部座席の運転手になる技術」は、複数のブログで見られるような様々なコメントをまとめている。中には、以前「LAカー・ブログ」だった「後部座席の運転手ブログ」のような専門的なものもある。

## 文化における例
この用語は、インベーダー・ジムのエピソード「星の彼方からのバックシート・ドライバー」で使用されている。パトリック・G・ヒューズの詩「バックシート・ドライバー」は、北アイルランドの英国放送協会（BBC）に登場する。
運転手に指示を与える行為は、ユーモラスなゲームのアイデアとして使用されてきた。2006年7月19日のNPR (米国公共ラジオ放送)の「万事休す」では、「アイオワ州フォレストシティでの後部座席の運転手競技についての記事がある。[...] 目隠しをした運転手がインターコム越しに同乗者の声の指示に従って後ろ向きにレースをするこのイベントは、8年目を迎えた」と報じられている。これは人民日報にも取り上げられた。
マイティ・モーフィン・パワーレンジャーシーズン3のエピソード「マスター・ヴァイルとメタリック・アーマー」では、リトーが後部座席の運転手として登場する。リトーはマスター・ヴァイルに「もう着いた？」と尋ね、彼を苛立たせる。リトーは不平を言い、平和に仕事をさせないことで叱責される。マスター・ヴァイルは、リトーが行儀よくしないなら宇宙スカルを引き返してリタとゼッドのもとに送り返すと脅す。
「パワーレンジャー・ジオ」のいくつかのエピソードでは、リタ・レパルサとゴルダーが、ロード・ゼッド、フィンスター、リトと共有するキャンピングカーの拠点で、後部座席運転手の例を示している。宮殿への帰り道で、リタの絶え間ない要求により拠点のタイヤがパンクし、リタとゼッドは互いに責任を押し付け合う。タイヤを修理して再び運転を始めると、ゴルダーがゼッドの必要とする地図を持って現れ、無意識のうちに地図で過剰に手助けしようとして、キャンピングカーの拠点にもう一度タイヤをパンクさせてしまう。当然、リタとゼッドは彼をこの混乱の責任者として非難する。後部座席運転手の別の例としては、リトが絶えず「もう着いた？」と尋ねることで、ゼッドとリタを苛立たせ、彼らがリトを行儀よくしないとキャンピングカーから追い出してキャンプ場までの残りの道のりを歩かせると脅すほどになる。「二つの世界のレンジャー」では、ゴルダーとリトが後部座席運転手となる。彼らは座席の配置をめぐって口論し、争い、キャンピングカーを進路から外れさせ、リタがキャサリンを再びカタストロフィーに変える試みを台無しにし、代わりに彼女のハンドバッグを怪物に変えてしまう。
「トゥモロー・ネバー・ダイ」のジェームズ・ボンドは、BMW 750ilの後部座席に潜り込み、車をリモート操作できる携帯電話で運転することを余儀なくされる。映画の後半では、彼とワイ・リンが手錠でつながれたまま、絶えず口論しながらバイクに二人乗りしなければならない。
「ザ・シンプソンズ」の初期のエピソードでは、バートとリサがホーマーに「もう着いた？」と尋ね続けることで彼を苛立たせ、ついには彼らに怒鳴りつけるという形で、後部座席運転手の例が示されている。シーズン2のエピソード「ああ兄弟よ、汝はどこに？」では、ハーブ・パウエルを訪ねてデトロイトへ向かう途中、マージはバートとリサの後部座席運転手的な行動に我慢の限界を迎えた。
BBCの自動車番組『トップ・ギア』では、シリーズ2エピソード9の企画の一つとして、実際にヴォクスホール・シグナムを鍬やマジックハンド等を用いて後部座席から運転ができるようにした上で、MCのジェレミー・クラークソンが運転を試みたことがある。もちろんまともに運転できるはずもなく、番組エンディングでは「ジェレミーが事故を起こして、保険会社から請求書が届いた」ことをリチャード・ハモンドが明らかにしている。

## 関連する慣用句
「肘掛け椅子のクォーターバック」は、スポーツ選手自身よりも自分の方が詳しいと考え、試合会場で直接、あるいはより一般的には自宅の椅子に座って（そのため「肘掛け椅子」）、常に助言を叫びたがるスポーツファンを指す。同様に、「肘掛け椅子の将軍」という表現は、軍に所属していないにもかかわらず、軍事作戦を立案する将軍たちよりも自分の方が詳しいと考える人を指す。この用語は、後部座席運転手と同じような状況で使用できる。イタリアでは、「ウマレッル」という用語が、定年退職した男性が道路工事を見ながら時間を過ごし、英語の「サイドウォーク・スーパーインテンデント」と同様に、不要な助言を提供する様子を指す。